# Список керівників держав XXIV століття до н. е.
Список керівників держав XXV століття до н. е.  — Список керівників держав XXIII століття до н. е.

## Азія

### АккадіШумер

#### Перша династія Лагаша
- Енаннатум ІІ, енсі (XXIV ст. до н. е.)
- Енентарзі, енсі (др. пол. XXIV ст. до н. е.)
- Лугальанда, енсі (др. пол. XXIV ст. до н. е.)
- Урукагіна, енсі, згодом лугаль (др. пол. XXIV ст. до н. е.)

#### Третя династія Кіша
- Ку-Баба, цариця (XXV-XXIV ст. до н. е.)
- Пузур-Суен, лугаль (XXIV ст. до н. е.)
- Ур-Забаба, лугаль (XXIV ст. до н. е.)

#### Династія Умми
- Енакалле, енсі (XXIV ст. до н. е.)
- Ур-Лумма, енсі (XXIV ст. до н. е.)
- Іль, енсі (XXIV ст. до н. е.)
- Лугальзагесі, енсі (XXIV ст. до н. е.)

#### Третя династія Урука
- Лугальзагесі, лугаль (XXIV ст. до н. е.)

#### Династія Аккада
- Саргон Аккадський, цар (XXIV - ХХІІІ ст. до н. е.)

### Ебла
- Іркаб-Даму, малікум (XXIV ст. до н. е.)
- Ішар-Даму, малікум (XXIV ст. до н. е.)

### Марі
- Іштуп-Ішар, лугаль (XXIV ст. до н. е.)
- Іплул-Іль, лугаль (XXIV ст. до н. е.)

## Африка

### Стародавнє царство (Стародавній Єгипет):

#### П'ята династія
- Джедкара Ісесі, фараон (кін. XXV — сер. XXIV ст. до н. е.)
- Уніс, фараон (XXIV ст. до н. е.)

#### Шоста династія
- Теті, фараон (др. пол. XXIV ст. до н. е.)
- Усеркара, фараон (др. пол. XXIV ст. до н. е.)
- Пепі І, фараон (XXIV - ХХІІІ ст. до н. е.)